# Callambulyx tatarinovii
Callambulyx tatarinovii ist ein Schmetterling (Nachtfalter) aus der Familie der Schwärmer (Sphingidae).

## Merkmale

### Falter
Die Falter haben eine Flügelspannweite von 57 bis 82 Millimetern, wobei die Unterart Callambulyx tatarinovii formosana mit 56 bis 70 Millimetern etwas kleiner ist. Die Art sieht Smerinthus kindermannii sehr ähnlich, hat aber vor allem grün und grau gemusterte Vorderflügel. Es gibt jedoch auch eine rezessive weibliche Form aus dem Norden, bei der Grün durch Braun ersetzt ist (forma eversmannii). Diese braune Form ist auch in der Transbaikal-Region vorherrschend. Hinzu kommt, dass das Grün von toten Exemplaren bei alten/trockenen Präparaten zu einem gelblichen braun verfärbt und dann dieser Form ebenso ähnlich sieht und zu Verwechslungen führen kann.

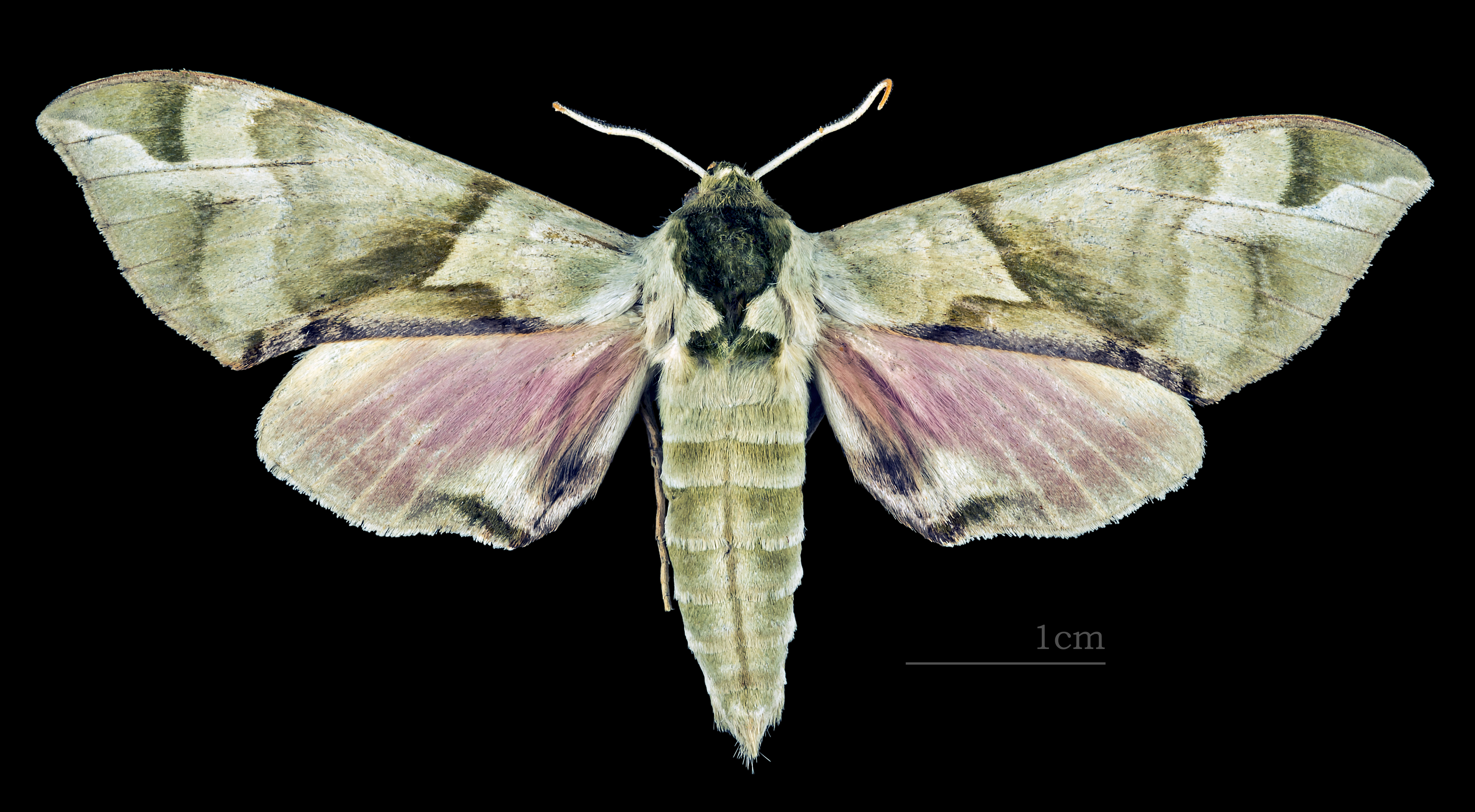
Callambulyx tatarinovii tatarinovii ♂
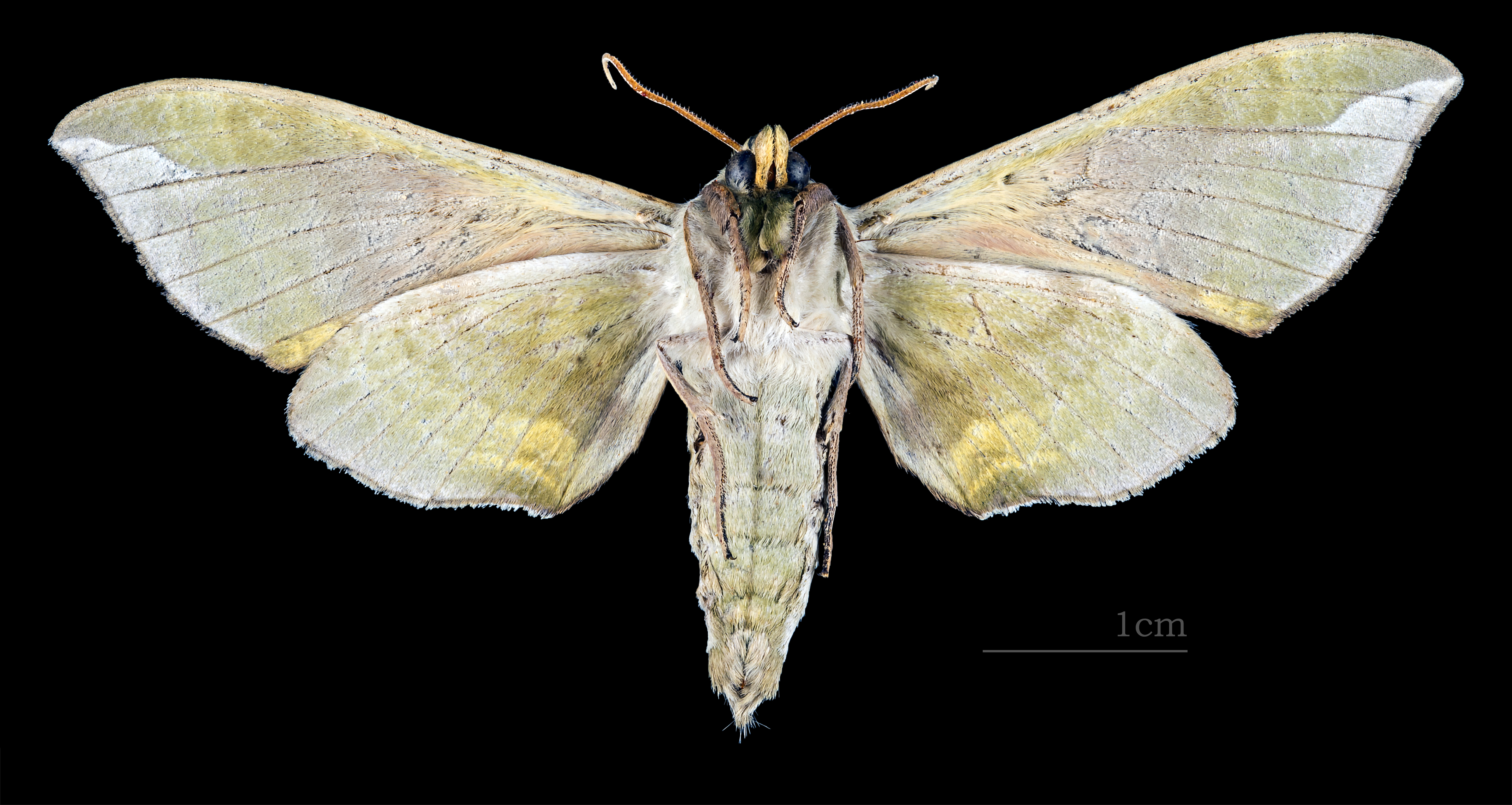
Callambulyx tatarinovii tatarinovii ♂ △
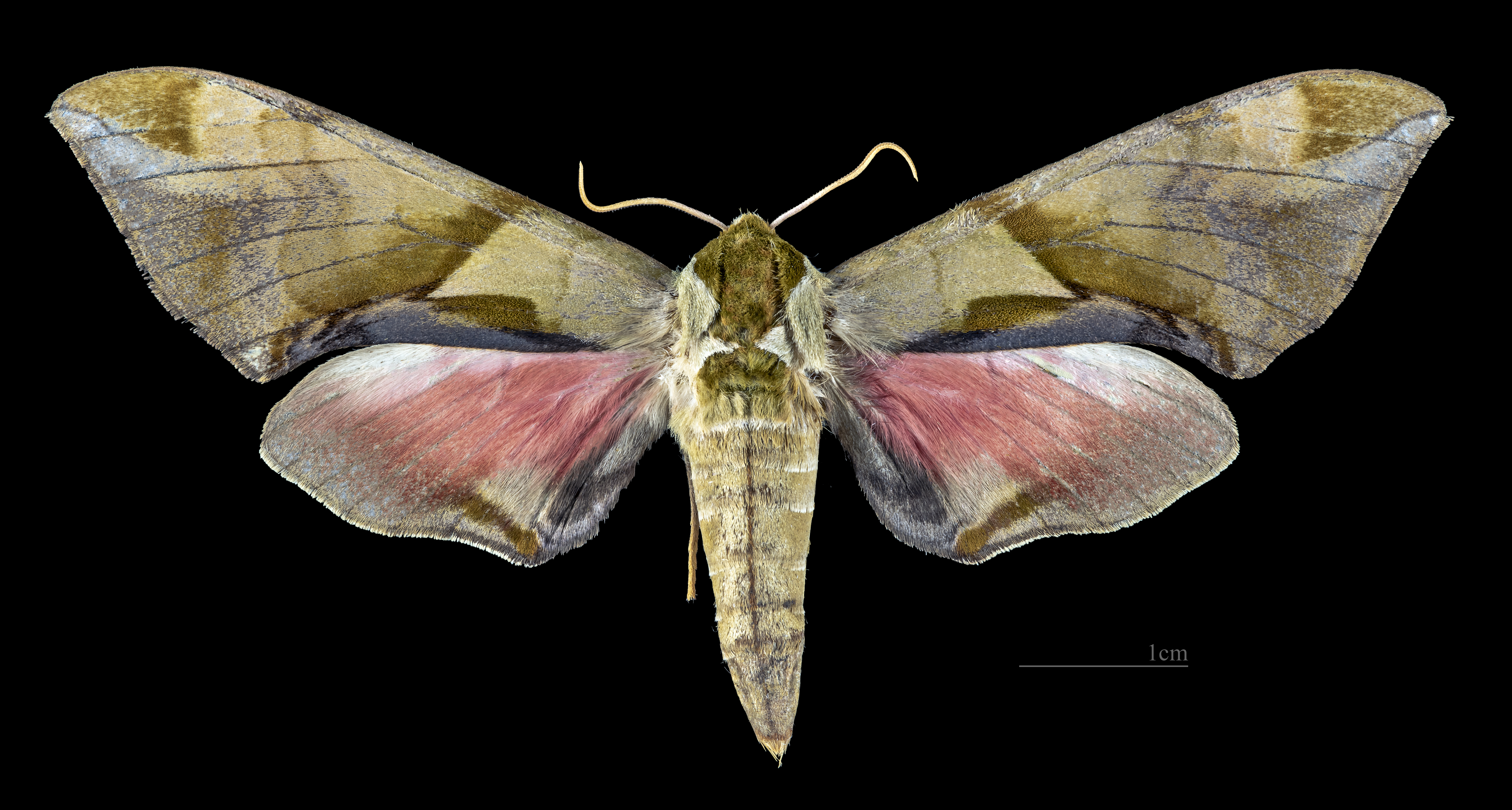
Callambulyx tatarinovii tatarinovii ♀
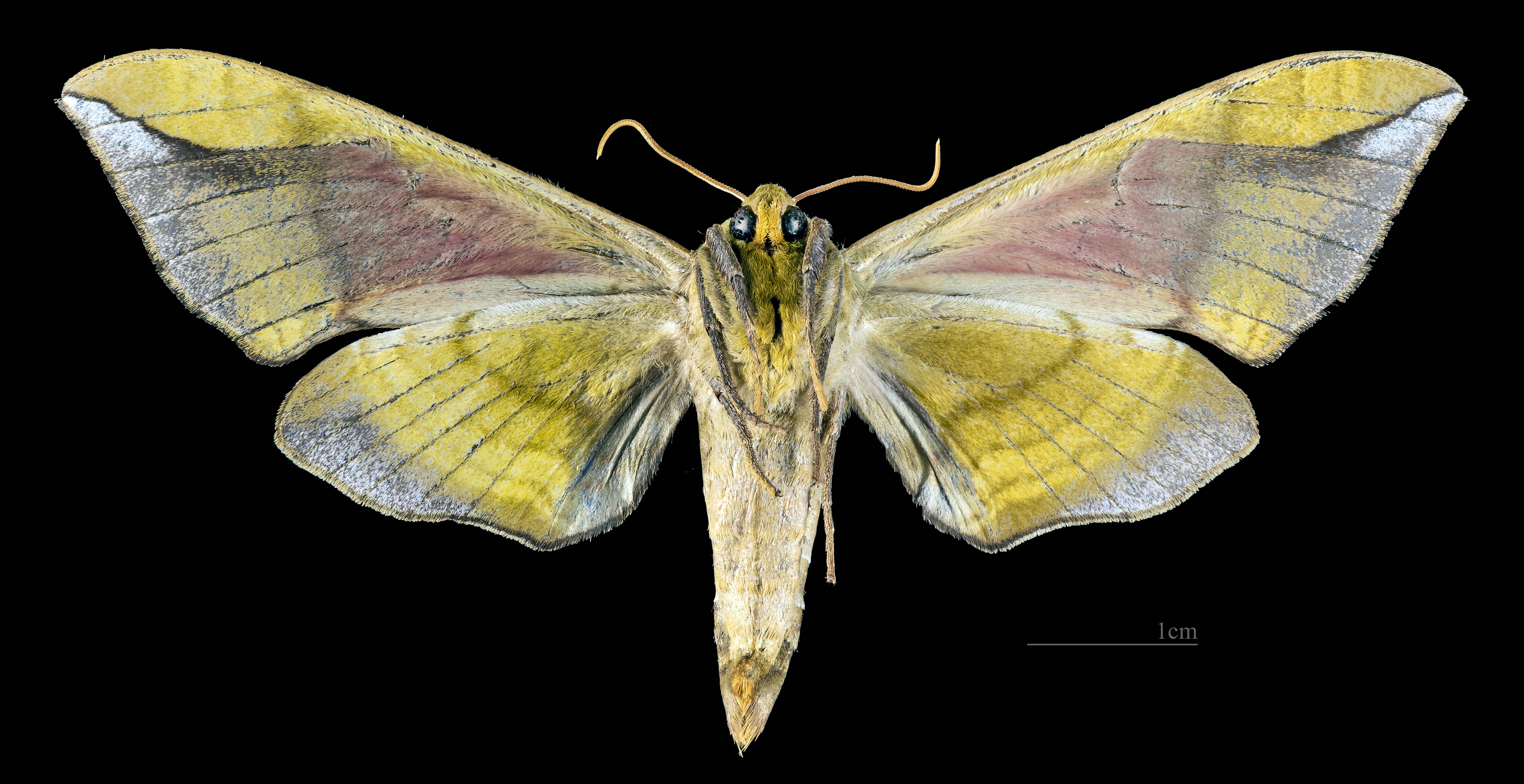
Callambulyx tatarinovii tatarinovii ♀ △

### Präimaginalstadien
Die Eier sind 1,35 mal 2,03 Millimeter groß und haben große Ähnlichkeit mit denen des Abendpfauenauges (Smerinthus ocellatus). Die Raupen werden 60 bis 80 Millimeter lang. Auch die Raupen haben ausgewachsen große Ähnlichkeit mit denen des Abendpfauenauges, unterscheiden sich von diesen aber durch die charakteristische schmale cremefarbene Längslinie am Rücken, sowie die abwechselnd kräftigen und schmalen schrägen Seitenstreifen. Das rötlich gefärbte Analhorn ist nahezu gerade. Die jüngeren Raupenstadien sind unbeschrieben.
Die Puppe ist 34 bis 41 Millimeter lang und leicht glänzend dunkel mahagonibraun gefärbt. Sie verjüngt sich nach hinten und hat einen stumpf zulaufenden Thorax und Kopf. Den Saugrüssel kann man nicht erkennen, aber stattdessen einen knopfförmigen Tuberkel. Die Flügelscheiden und die Segmente des Hinterleibs sind fein punktförmig strukturiert. Der Kremaster ist breit kegelförmig, mit Tuberkeln versehen und endet in einer scharfen Spitze. Die Puppe ähnelt ebenso der des Abendpfauenauges, ist aber weniger glänzend.

## Verbreitung und Lebensraum
Die Nominatunterart der Art kommt im Westen bis ins westliche Xinjiang in China vor, wo sie ihr Verbreitungsgebiet auf Grund von beträchtlichen Ulmenpflanzungen ähnlich wie Smerinthus planus weit in den Norden erweitert hat und mittlerweile auch nahe der kasachischen Grenze in Shihezi vorkommt. Sie ist daher vom nördlichen Xinjiang über den Norden Chinas, die Mongolei, Burjatien in der Transbaikalregion bis in den fernen Osten Russlands und von dort südlich über Korea und den Osten Chinas bis vermutlich nach Hainan und wiederum westlich in das östliche Tibet verbreitet.
Außerdem ist die Unterart Callambulyx tatarinovii gabyae in Japan endemisch und tritt dort von Kushiro auf Hokkaidō im Norden über Honshū bis in den Nordosten Shikokus und Kyūshūs, sowie auf Tsushima auf, und die Unterart Callambulyx tatarinovii formosana ist auf Taiwan endemisch.

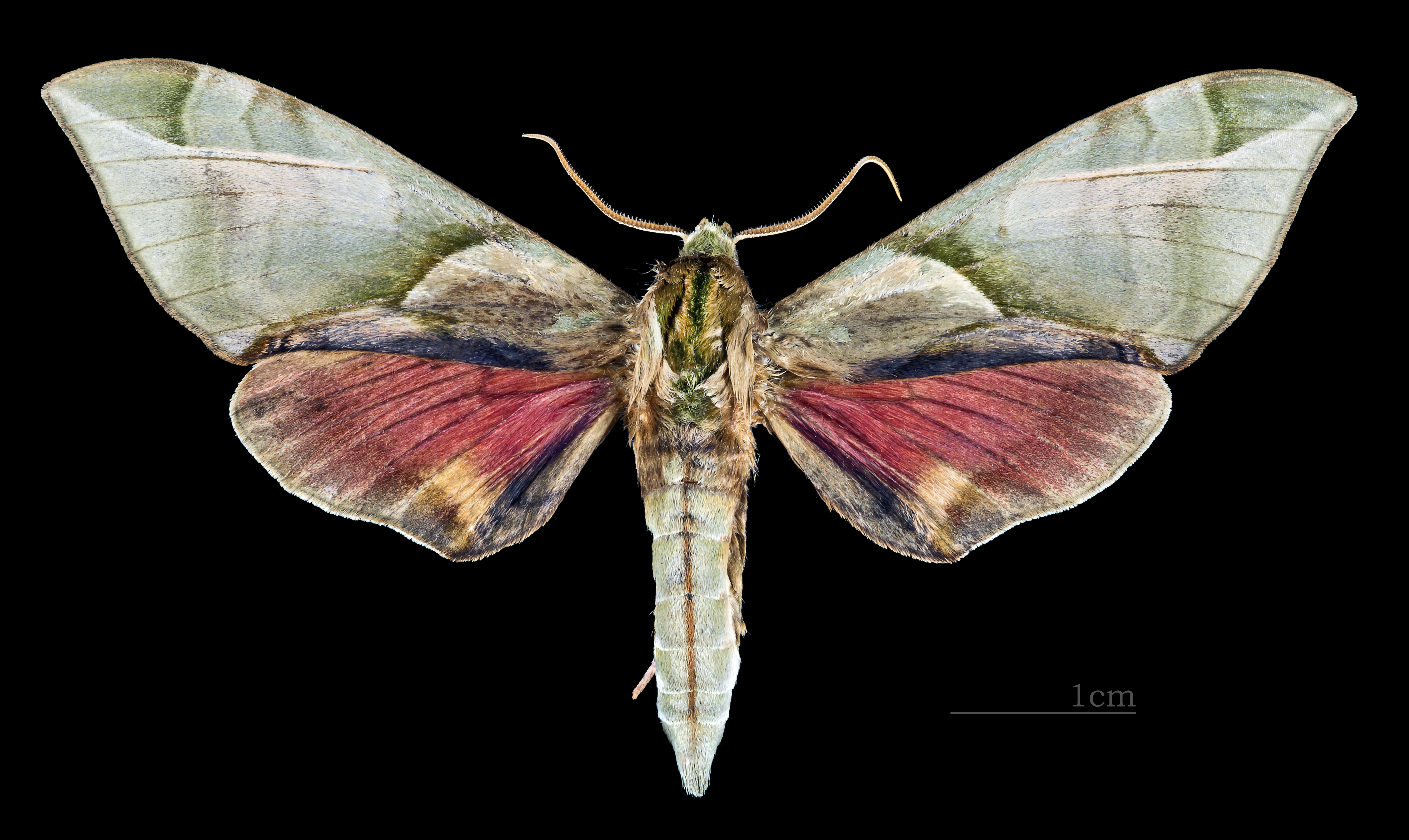
C. t. formosana  ♂
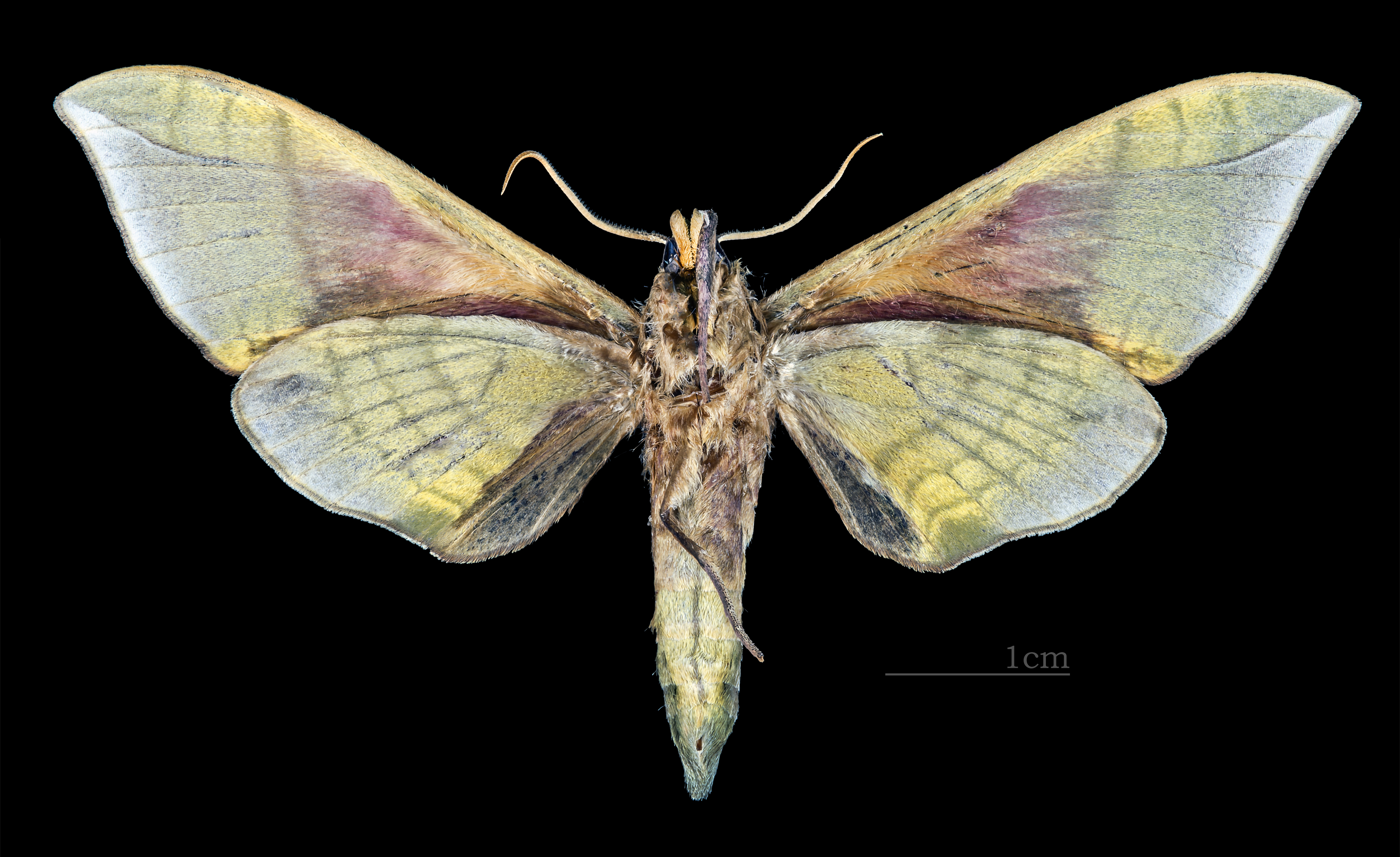
C. t. formosana  ♂  △
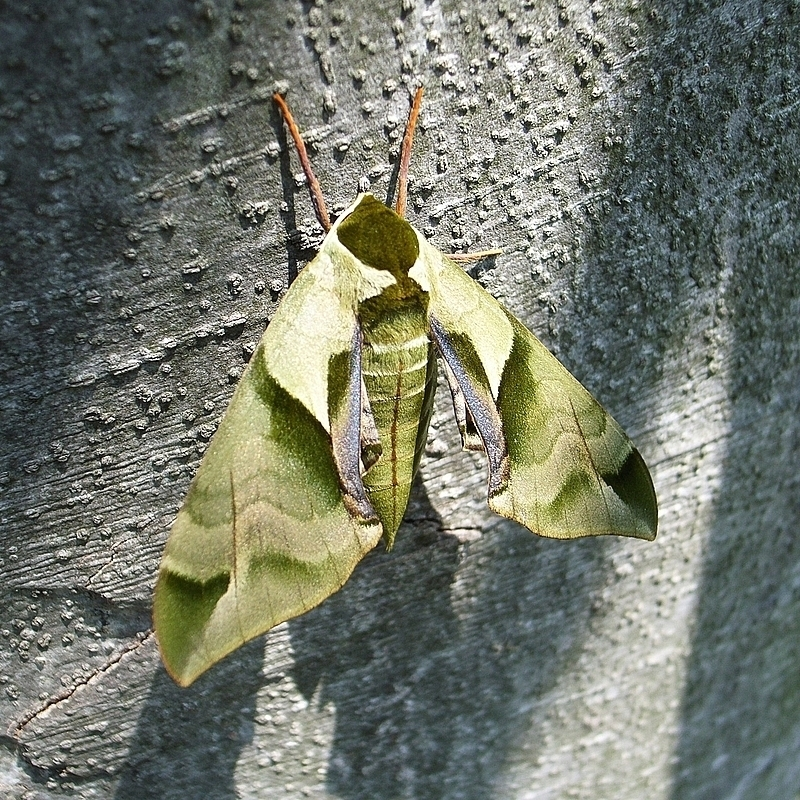
C. t. gabyae

## Lebensweise
Im fernen Osten Russlands, wo die Art in Nadel- und Laubwäldern vorkommt, fliegen Weibchen zwischen 22.20 und 00.40 Uhr, Männchen zwischen 22.40 und 02.30 Uhr.

### Flug- und Raupenzeiten
Die Raupen der Nominatunterart kann man von Juni bis August beobachten, die Falter fliegen in China abhängig von den klimatischen Verhältnissen in einer oder zwei Generationen. Dort wo eine Generation fliegt, findet man Falter im Juni und Juli. In Korea fliegt sie von Mai bis Oktober.
Die Falter der Unterart Callambulyx tatarinovii gabyae fliegen in Japan von April bis August (Honshū), Mai bis August (Shikoku), Mai bis Juni (Hokkaidō) und auf Kyūshū und Tsushima im Juni. Die Unterart Callambulyx tatarinovii formosana ist sowohl im März, als auch Ende November nachgewiesen.

### Nahrung der Raupen
Die Raupen ernähren sich von verschiedenen Arten der Ulmen (Ulmus), darunter Ulmus pumilus, Feldulme (Ulmus campestris), Ulmus parvifolius und Ulmus japonica. Man findet sie in Japan auch an Zelkoven (Zelkova). Aus chinesischen Publikationen gehen auch Weiden (Salix) als Nahrungspflanzen hervor, was jedoch einer Bestätigung bedarf. Die meisten Nachweise der Art sind von Ulmengewächsen (Ulmaceae). Neben Weiden werden allerdings auch Flügel-Spindelstrauch (Euonymus alatus), Pappeln (Populus) und ein Nachweis an Pfirsich (Prunus persica) genannt. An Pappeln soll die Art sogar mitunter als Schädling auftreten. All diese Nahrungspflanzen sind jedoch ebenso unklar, allerdings ist die Art aus Korea neben Ulmus davidiana und Japanischer Zelkove (Zelkova serrata) auch an Tilia amurensis und Euonymus sieboldianus nachgewiesen, wodurch zumindest die Richtigkeit des Nachweises an Euonymus wahrscheinlicher wird.

## Entwicklung
Die Raupen durchleben abhängig von der Qualität ihrer Nahrungspflanze fünf bis sechs Stadien. Die Verpuppung erfolgt in einer Kammer im Erdboden, für die nahezu keine Seide verwendet wird. Die Puppe überwintert. Parasitoide der Art sind unbekannt.

## Belege